# Президентские выборы в Эквадоре (1901)
Президентские выборы в Эквадоре проходили в 1901 году. В результате победу одержал Леонидас Пласа Гутьеррес, получивший 89 % голосов.

## Предвыборная обстановка
С 1869 года президент Эквадора избирался в ходе выборов, однако избирательным правом обладали только мужчины с достаточным доходом и достойной профессией.
Выборы 1901 года назначил исполняющий обязанности президента генерал Элой Альфаро.
На президентских выборах 1901 года баллотировались три кандидата: генерал Мануэль Антонио Франко, банкир Гуаякиля Лизардо Гарсия и доктор Мануэль Бениньо Куэва. Первый представлял консервативную оппозицию; Гарсиа был плохо известен в стране, а третий был признан недействительным по закону, поскольку занимал пост вице-президента республики с 1897 по 1899 год.
Столкнувшись с провалом этих кандидатур, Хосе Перальта, Абелардо Монкайо Эспарса и Хуан Бениньо Вела Эрвас из Амбато неоднократно ходатайствовали перед президентом Альфаро, чтобы поддержать Пласа, генерала Манаби, который был назначен президентом Палаты представителей и занимал более умеренную позицию, чем Альфаро и имел связи с банками и торговцами. 11 ноября 1900 года первый комитет плакистов был открыт в Кито, а 14 ноября — в Гуаякиле. В конце концов, Альфаро уступил давлению и поддержал Пласа, поэтому кандидатами были утверждены Леонидас Пласа Гутьеррес, Лисардо Гарсия и Мануэль Антонио Франко.

## Результаты
| Кандидат                 | Голоса | %    |
| ------------------------ | ------ | ---- |
| Леонидас Пласа Гутьеррес | 65 781 | 88,8 |
| Лисардо Гарсия           | 7 915  | 10,7 |
| Мануэль Франко           | 182    | 0,2  |
| Прочие                   | 196    | 0,3  |
| Всего                    | 74 074 | 100  |
| Источник: Nohlen         |        |      |